# Yannick M’Bone
Joseph Yannick M’Bone (* 16. April 1993 in Yaoundé) ist ein kamerunischer Fußballspieler.

## Karriere
M’Bone wuchs in Kamerun auf und begann dort das Fußballspielen. Er gehörte im Frühjahr 2011 dem Kader des Zweitligisten FC Apejes aus der Landeshauptstadt Yaoundé an, als er durch den französischen Erstligisten SM Caen entdeckt und wenig später von diesem verpflichtet wurde. Bei Caen erhielt er zwar einen Profivertrag, wurde aber auch in der Reservemannschaft eingesetzt. Für das erste Team debütierte er am fünften Spieltag der Saison 2011/12, als er beim 0:1 gegen den FC Toulouse direkt in der Startformation stand. Insgesamt bestritt er sieben Erstligaspiele in der Spielzeit, an deren Ende er den Abstieg in die zweite Liga hinnehmen musste. Auch nach diesem kam der zum Zeitpunkt des Abstiegs 19-Jährige nicht über sporadische Einsätze für die Profimannschaft hinaus. Im Januar 2014 wurde er daher an den Drittligisten Étoile Fréjus-Saint-Raphaël verliehen. Bei diesem wurde er fortan regelmäßig aufgeboten. Im nachfolgenden Sommer kehrte er kurzfristig nach Caen zurück, ehe seine Leihe an Fréjus-Saint-Raphaël für die nachfolgende Spielzeit verlängert wurde. Nach deren Ende schloss er sich zur neuen Saison 2015/16 dem aus der zweithöchsten Spielklasse abgestiegenen Verein LB Châteauroux an. Mit Châteauroux feierte er 2017 die Drittligameisterschaft und den Aufstieg in die zweite Liga. Nach vier Spielzeiten in der zweiten Liga musste er am Ende der Saison 2020/21 wieder den Weg in die zweite Liga antreten. Für Châteauroux bestritt er insgewamt 229 Ligaspiele. Im Juli 2022 wechselte er zum ebenfalls in der dritten Liga spielenden USL Dunkerque. Für den Klub aus Dunkerque bestritt er 34 Ligaspiele. Der Chonburi FC, ein thailändischer Erstligist aus Chonburi, nahm ihn im Juli 2023 unter Vertrag. Am Ende der Saison 2023/24 belegte er mit Chonburi den 14. Tabellenplatz und musste somit in die zweite Liga absteigen. Nach dem Abstieg wurde sein Vertrag im Sommer 2024 nicht verlängert. Für die Sharks bestritt er 19 Ligaspiele.

## Erfolge
LB Châteauroux
- Französischer Drittligameister: 2016/17  ▲